# Aeroportul Dongola
Aeroportul Dongola (IATA: DOG, ICAO: HSDN) este un aeroport din Statul de Nord, Sudan ce deservește zona Dongola. A fost numit după zona deservită.
Situat la o altitudine de 236 m, aeroportul dispune de o singură pistă.